# Haze (Rapper)
Haze (* 5. November 1989 in Villingen-Schwenningen; bürgerlich David Bošnjak) ist ein deutscher Rapper aus Karlsruhe.

## Leben
Die Eltern des kroatischstämmigen Haze flüchteten kurz vor Ausbruch des Kroatienkriegs aus der jugoslawischen Teilrepublik SR Kroatien nach Villingen-Schwenningen in Deutschland, wo kurz darauf Haze geboren wurde. Sein Vater stammt aus Dicmo, einem Dorf unweit von Split. Die Familie zog später nach Karlsruhe. Haze wurde in den 1990ern und 2000ern mit Hip-Hop sozialisiert. Für seine Musik stellt dies auch den größten Einfluss dar, hört er doch nach eigenen Angaben kaum Hip-Hop, der nach 2000 herauskam. Als seine größten Einflüsse im Rapbereich nennt er Eminem und Dr. Dre. Dazu kommt kroatische und jugoslawische Rockmusik. Sein Künstlername Haze bezieht sich auf das Lied Purple Haze von Jimi Hendrix. In den 2010ern begann er mit dem Rappen. Erste Veröffentlichung wurde 2012 das Mixtape Blues aus dem Block, das als Free Download veröffentlicht wurde. Es folgte mit Karlsruher Schule 2014 ein weiteres Mixtape sowie am 26. April 2015 die Extended Play Wie der Hase läuft.
Es entstanden Kontakte zur 187 Strassenbande, für die er mehrere Supportgigs spielte. Als Manager wählte er Hadi El-Dor, der bereits mit Künstlern wie Sierra Kidd, Vega und MoTrip zusammenarbeitete. Haze ist Mitbegründer des Independent-Labels Alte Schule Records aus Freiburg, deren Vertrieb über Universal läuft.
Mitte April ging Haze mit RAF Camora auf Tour. Am 6. Mai 2016 erschien Hazes Debütalbum Guten Abend, Hip Hop …, das auf Platz 30 der deutschen Albencharts kam und auch in der Schweiz und Österreich Top-40-Positionen erreichte. Auf dem Album vertreten sind neben RAF Camora und MoTrip auch Bonez MC und der Wiener Rapper Svaba Ortak.
Im Jahr 2024 veröffentlichten Haze und Mc Hero gemeinsam die Dirty South EP, die große Aufmerksamkeit erregte. Besonders bemerkenswert ist, dass sich Mc Hero auf deutsche Parts eingelassen hat, während Haze bei Live-Konzerten schweizerische Back-Ups für MC Hero übernimmt. Zusätzlich zeigt MC Hero auf der EP auch Parts auf Hochdeutsch. Im Jahr 2025 gehen die beiden Künstler gemeinsam auf Tour, wobei MC Hero als Schweizer Act Haze durch Deutschland begleitet und so die musikalische Brücke zwischen den beiden Ländern schlägt.

## Diskografie

### Studioalben
- 2016: Guten Abend, Hip Hop … (Alte Schule Records)
- 2018: Die Zwielicht LP (Alte Schule Records)
- 2020: Brot & Spiele (Alte Schule Records)
- 2021: TagMond (Alte Schule Records)

### Mixtapes
- 2012: Blues ausm Block (Free Download)
- 2014: Karlsruher Schule (Free Download)

### EPs
- 2015: Wie der Hase läuft (Free Download)
- 2018: Zukunft EP (mit Svaba Ortak)
- 2021: Zwielicht EP
- 2022: Die Dunkle Seite des Mondes EP
- 2024: Die Mondstaub EP
- 2024: Dirty South (mit Mc Hero)

### Singles (Auswahl)
- 2025: Bissu dumm ¿ (Megalodon Remix) (Bonez MC & Nate57 feat. AchtVier, AK 33, AK Ausserkontrolle, Azad, Big Toe, Caney030, Celo & Abdi, Crackaveli, Curse, Dardan, Die P, Eno, Finch, Frauenarzt, Hakan Abi, Haze, Jaill, Jan Delay, Jonesmann, Juju, Kaisa Natron, Kolja Goldstein, Kontra K, Kwam.E, Laas Unltd., LX, Makko, Massiv, MP Freshly, Nizi19, Olexesh, OTW, Reeperbahn Kareem, Sa4, Saliou, Samra, Sido, Silva, Sil3A, Ski Aggu, Tom Hengst, Vega, Veysel, Zined)

### Gastbeiträge
- 2015: B-Water auf Enter tha Dragon EP von Svaba Ortak
- 2016: Diese Mucke auf Das goldene Album von Sido
- 2016: Zu einfach auf Ghøst von RAF Camora
- 2016: Was 2 hol 10 auf Makarov Komplex von Capital Bra
- 2017: Unter Deck auf Unter Deck von Nate57
- 2017: Anderes Kaliber auf Aus Prinzip von Infinit
- 2018: No Time For Revolution auf Sterben um zu Leben von Falco
- 2018: Ich & Du von Said
- 2018: Fremd von P.M.B. & Bozza
- 2018: Sorry auf Erst Straße Dann Rap von Amar
- 2018: Rhythm of the Night von Shadow030
- 2018: Hamburger Schule auf Sampler Volume 1 von Steuerfreimoney
- 2018: Gib Gas auf Arrivé von Mortel
- 2019: Labyrinth auf Patience von Ulysse
- 2019: Stein auf Stein auf Abschied von Gestern von Afrob
- 2019: Nur ne Nummer auf 4zuderII von Sinan49